# 異体字研究資料集成
『異体字研究資料集成』は漢字の異体字研究に関する資料を集めた叢書。杉本つとむ編、雄山閣出版発行。昭和48年（1973年）から昭和50年（1975年）にかけて第1期10巻、別巻2巻の全12巻が刊行された。平成7年（1995年）には第2期全8巻が刊行され、同時に第1期が再版された。
日本の江戸時代成立の資料を中心に、正しい字体を論じた字様書の類から、俗字・略字を雑多に収集したもの、戯作者による創作漢字集、仮名に関する考察書にも及ぶ。

## 収録資料

### 第1期
1. 新井白石『同文通考』
2. 中根元圭『異体字弁』
3. 寂本『異字篇』、洛東隠士『正俗字例』、響誉『刊繆正俗字弁』
4. 太宰春台『倭楷正訛』、田中道斎『道斎随筆』、岩倉家具『楷林』
5. 布山叟『俗書正譌』、松本愚山『省文纂攷』、宇田容『正楷字覧』、松井義『古今字様考』、水井勝山『疑字貫双』
6. 萩原秋巌『別体字類』、小此木観海『楷法弁体』、長梅外『古今異字叢』
7. 竹内某『異体字彙』、近藤西涯『正楷録』
8. 石野正永『抜萃正俗字弁』、岡本保孝『古今文字』『古今字様』、中山竹之進『古字便覧』、『別体字考』
9. 山本格安『和字正俗通』、伴直方『国字考』、岡本保孝『倭字攷』、円一『瑣玉集』、『小野篁歌字尽』、恋川春町『廓[竹/愚]費字尽』（さとのばかむらむだじづくし）、式亭三馬『小野[竹/愚]譃字尽』（おののばかむらうそじづくし）
10. 『異体同字編』、狩谷棭斎『和名類聚抄箋註異体字弁』、黒柳勲『俗字略字』

### 第1期別巻
1. 顔元孫『干禄字書』、張参『五経文字』、唐玄度（中国語版）『九経字様』、黄元立『字考』、李秘園『字学七種』、黄虎痴『字学挙隅』、羅振鋆『碑別字』
2. 行均『龍龕手鑑』

### 第2期
1. 市河米庵『楷行薈編』
2. 市河米庵『楷行薈編』
3. 市河米庵『楷行薈編』
4. 関子徳・関世道『行書類纂』
5. 高芙蓉『漢篆千字文』
6. 木村正辞『語彙書類』、亀田鵬斎『国字攷』、伴直方『以呂波考』、伴信友『仮字の本末』
7. 顧起淹『韻書通用字考』、狩谷棭斎『古京遺文』
8. 陳士元（中国語版）『古俗字略』、劉復・李家瑞『宋元以来俗字譜』